# Šemsa Suljaković

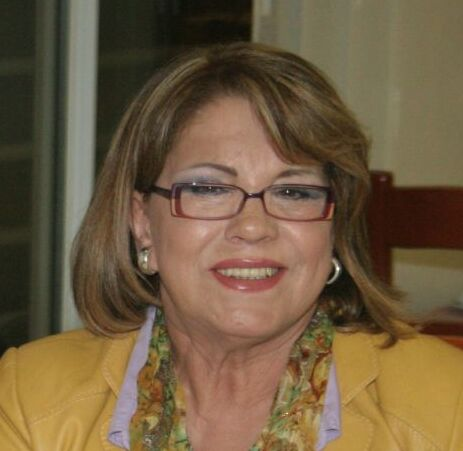
Šemsa Suljaković, 2011

Šemsa Suljaković (* 29. September 1951 Maglaj, Jugoslawien) ist eine bosnische Turbo-Folk-Sängerin.

## Karriere
Im Jahre 1971 veröffentlichte Suljaković ihre erste Single Otišla je ljubav s'našeg kućnog praga (Unsere Liebe ist von der Türschwelle weggegangen). 
Als der Bosnienkrieg ausbrach, ging sie auf Konzert-Tournee in Europa und Amerika, um Geld für die bosnische Bevölkerung zu sammeln.

## Diskografie

### Alben
- 1978: Otišla je ljubav s'našeg kućnog praga
- 1980: Tri pupoljka
- 1981: Gledam sretne ljude
- 1982: Verna u ljubavi
- 1983: Uzmi me majko u krilo tvoje
- 1984: Prevareni ne vjeruju vise
- 1985: Srce ću ti dati
- 1986: Pristajem na sve
- 1987: Baš me briga
- 1988: Razbio si čašu
- 1989: Prođi samnom ispod duge
- 1990: Izdali me prijatelji
- 1991: 7000 suza
- 1993: Vjerovala sam
- 1998: Moje vrijeme došlo je
- 2000: Ne vjerujem nikom više
- 2002: Južni ritam
- 2005: Tako to žene rade
- 2007: Kada odem

### Singles (Auswahl)
- 1986: Pristajem na sve
- 1986: Zar za mene nema sreće
- 1986: Mi se volimo
- 1988: Volele se oči crne i zelene
- 1991: Zašto si se napio
- 2007: Jači nego ikad (mit Mile Kitić, Dragana Mirković, Sinan Sakić & Kemal Malovčić)

| Personendaten    | Personendaten       |
| ---------------- | ------------------- |
| NAME             | Suljaković, Šemsa   |
| KURZBESCHREIBUNG | bosnische Sängerin  |
| GEBURTSDATUM     | 29. September 1951  |
| GEBURTSORT       | Maglaj, Jugoslawien |